# 妍妮·約恩松
妍妮·約恩松（瑞典語：Jenny Jonsson，1977年6月25日—），瑞典女子單板滑雪運動員。
約恩松在博倫厄出生，她參加了1998年冬季奧林匹克運動會的女子U型池比賽，獲得第七名。